# Гранд-Шут (Вісконсин)
Гранд-Шут (англ. Grand Chute) — місто (англ. town) в США, в окрузі Автаґемі штату Вісконсин. Населення — 23 831 особа (2020).

## Демографія
Згідно з переписом 2010 року, у місті мешкало 20 919 осіб у 9378 домогосподарствах у складі 5390 родин. Було 9932 помешкання
Расовий склад населення:
| - 89,3 % — білих - 4,5 % — азіатів - 1,4 % — чорних або афроамериканців - 0,4 % — корінних американців - 0,1 % — вихідців з тихоокеанських островів - 2,5 % — осіб інших рас |

До двох чи більше рас належало 1,6 %. Частка іспаномовних становила 4,9 % від усіх жителів.
За віковим діапазоном населення розподілялося таким чином: 20,0 % — особи молодші 18 років, 65,6 % — особи у віці 18—64 років, 14,4 % — особи у віці 65 років та старші. Медіана віку мешканця становила 38,8 року. На 100 осіб жіночої статі у місті припадало 94,6 чоловіків;  на 100 жінок у віці від 18 років та старших — 92,9 чоловіків також старших 18 років.
Середній дохід на одне домашнє господарство  становив 73 529 доларів США (медіана — 55 010), а середній дохід на одну сім'ю — 86 735 доларів (медіана — 73 435). Медіана доходів становила 53 949 доларів для чоловіків та 38 422 долари для жінок. За межею бідності перебувало 8,9 % осіб, у тому числі 13,3 % дітей у віці до 18 років та 3,8 % осіб у віці 65 років та старших.
Цивільне працевлаштоване населення становило 12 258 осіб. Основні галузі зайнятості: виробництво — 22,2 %, освіта, охорона здоров'я та соціальна допомога — 19,6 %, роздрібна торгівля — 11,6 %, фінанси, страхування та нерухомість — 9,0 %.

## Персоналії
- Джозеф Маккарті (1908- 1957) — американський сенатор-республіканець.